# جامعة الشرق الأوسط (لبنان)
جامعة الشرق الأوسط هي جامعة خاصة ومؤسسة غير ربحية للتعليم العالي، تأسست ككلية في عام 1939 ومقرها الحالي في العاصمة اللبنانية بيروت، وتحولت لجامعة في يونيو 2001، وتديرها الكنيسة السبتية، ونظام التعليم فيها باللغة الإنجليزية،  ويقع حرمها الجامعي في ضاحية سبتية في بيروت. وهي جزء من شبكة عالمية من الكليات والجامعات. وتتكون من أربع كليات وهي كليّة التربية، وكلية إدارة الأعمال وكلية الآداب والعلوم وكلية الفلسفة واللاهوت.

## التاريخ
تأسست الكلية اللبنانية السبتية في مدينة ماوسيطبة، وتم نقلها عام 1946 إلى مقرها الحالي في سبتية شرق بيروت، وفي نفس العام تم تغيير اسمها إلى كلية الشرق الأوسط ووضع حجر الأساس لها رئيس جمهورية لبنان آنذاك بشارة الخوري.
في 28 يونيو 2001 تم تغيير كلية الشرق الأوسط رسميًا وقانونيًا إلى جامعة الشرق الأوسط.

## البرامج الأكاديمية
الجامعة بها أربع كليات:
كلية التربية
- بكالوريوس في الآداب في التربية الأساسية مع دبلوم في التعليم (4 سنوات).
- دبلوم في التعليم (التعليم الأساسي، التعليم الثانوي) (سنة واحدة).
- ماجستير في الآداب في التربية (المناهج والتعليم، القيادة التربوية) (سنتان).
- ماجستير في الآداب في التعليم (اللغة الإنكليزية) (سنتان).

كلية الآداب والعلوم
- بكالوريوس في العلوم في علم الحاسوب (3 سنوات).
- ماجستير في العلوم في علم الحاسوب (سنتان).
- بكالوريوس في الآداب في التاريخ (3 سنوات).
- بكالوريوس في العلوم في علم الأحياء (3 سنوات).
- بكالوريوس في العلوم في الفنون الغرافيكية والاعلام الرقمي
- بكالوريوس في الآداب في اللغة الإنكليزية

كلية إدارة الأعمال
- بكالوريوس في إدارة الأعمال (المحاسبة، الاقتصاد، التمويل والمصارف، المعلوماتية الإدارية، الإدارة الدولية، الإدارة العامة، التسويق) (3 سنوات).
- بكالوريوس في العلوم في المعلوماتية الإدارية (3 سنوات).
- ماجستير في إدارة الأعمال (التمويل، الإدارة العامة، التسويق) (سنتان).

كلية الفلسفة واللاهوت
- بكالوريوس في الآداب في الدين (3 سنوات).
- بكالوريوس في الآداب في اللاهوت (3 سنوات).

تقدم جامعة الشرق الأوسط البرامج التي تؤدي إلى شهادات البكالوريوس والدراسات العليا. لغة التدريس هي اللغة الإنجليزية. يقدم معهد اللغة العربية ومعهد اللغة الإنجليزية دورات مكثفة للناطقين بغيرها.

## روابط خارجية
- الموقع الرسمي